# Gebirgspass

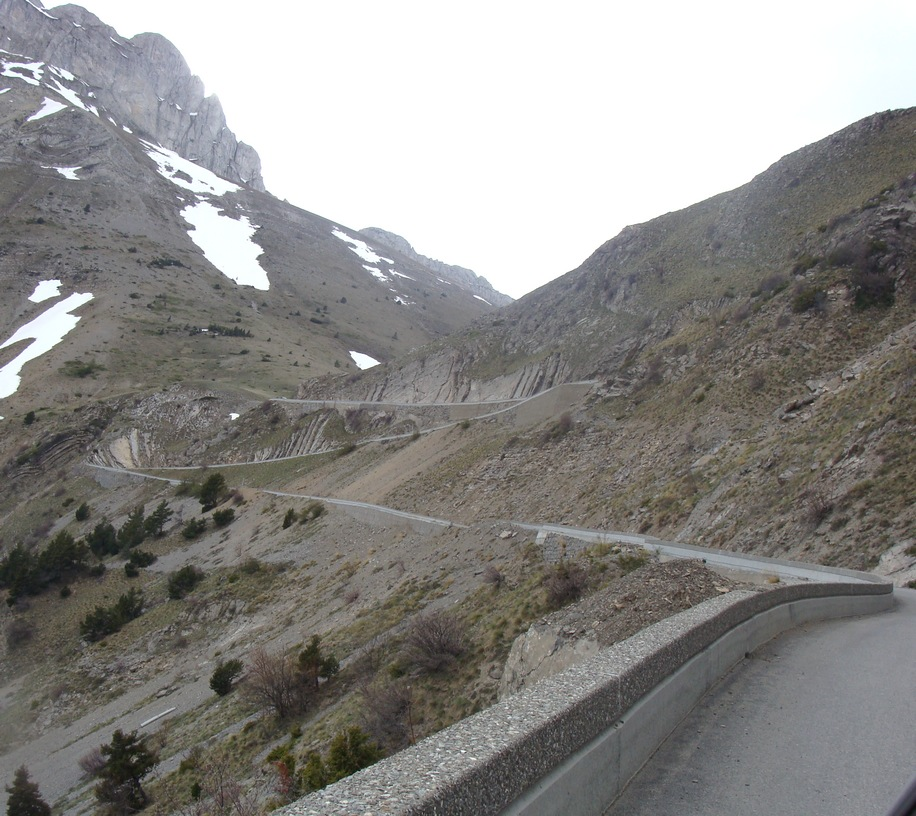
Typische Passsituation (Col du Noyer, Département Hautes-Alpes)

Als Gebirgspass, Passübergang oder kurz Pass bezeichnet man den Übergang in das aus Sicht des Talbewohners jenseits des Gebirges liegende Tal.
Als Übergang oder zur Überfahrt geeignet ist eine möglichst tief gelegene, gangbare oder befahrbare Stelle eines Bergkamms, Höhenrückens oder Gratverlaufs zwischen zwei Bergstöcken oder -ketten.

## Orographisch-landschaftlicher Begriff

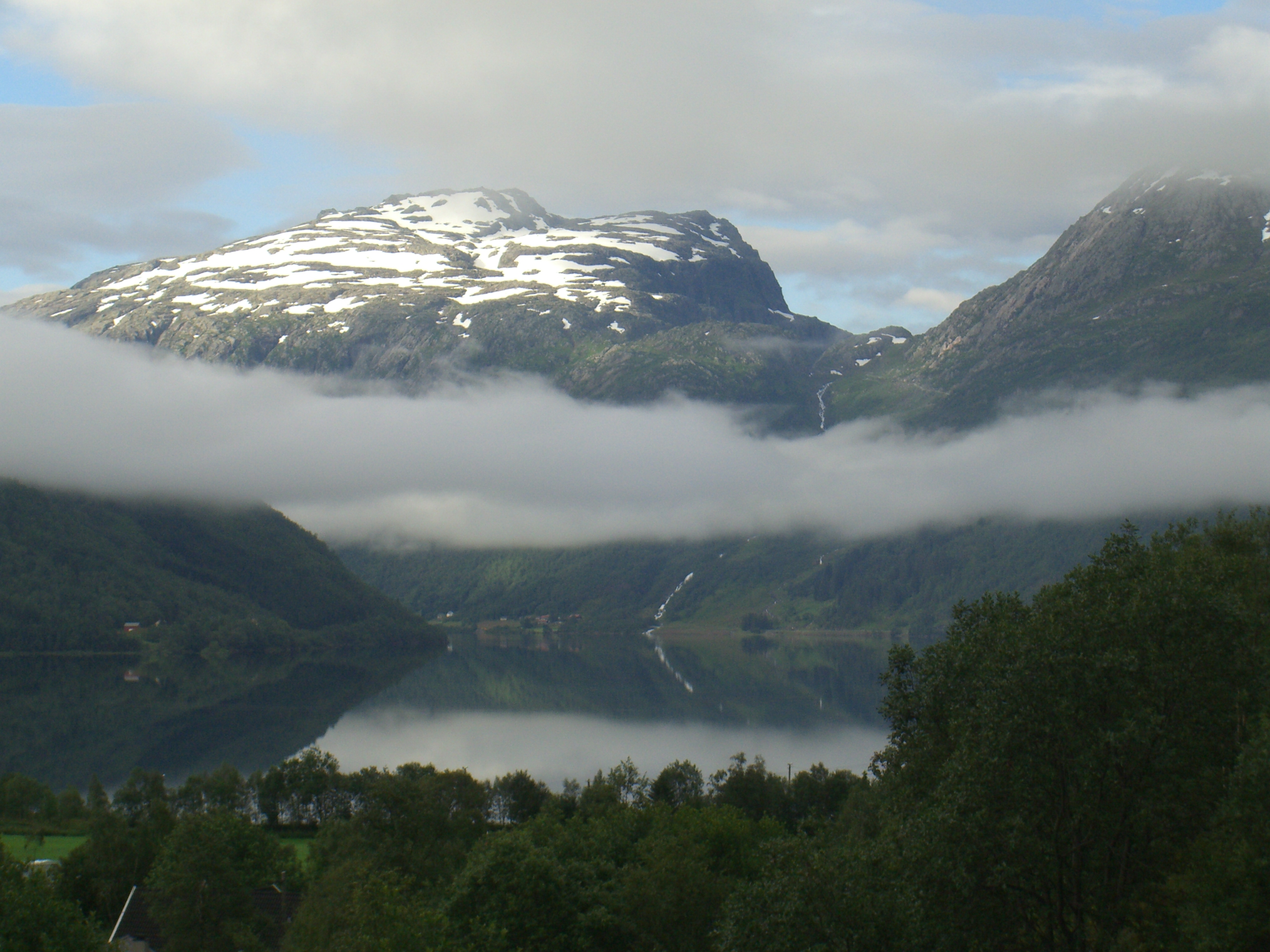
Ein Pass am Røldalsvatnet, Norwegen

Ein Pass umfasst als Begriff mehr als nur die orographische Passhöhe (geometrischer Sattelpunkt) in der grundlegenden Geländeform des Bergsattels. Auch der die Einsattelung umgebende Raum sowie der Zugang respektive die Zufahrten (Passrampen) von den jeweiligen Talorten dorthin, also die funktional mit der Höhenlage verbundenen Gegenden und Strukturen, sind inbegriffen.

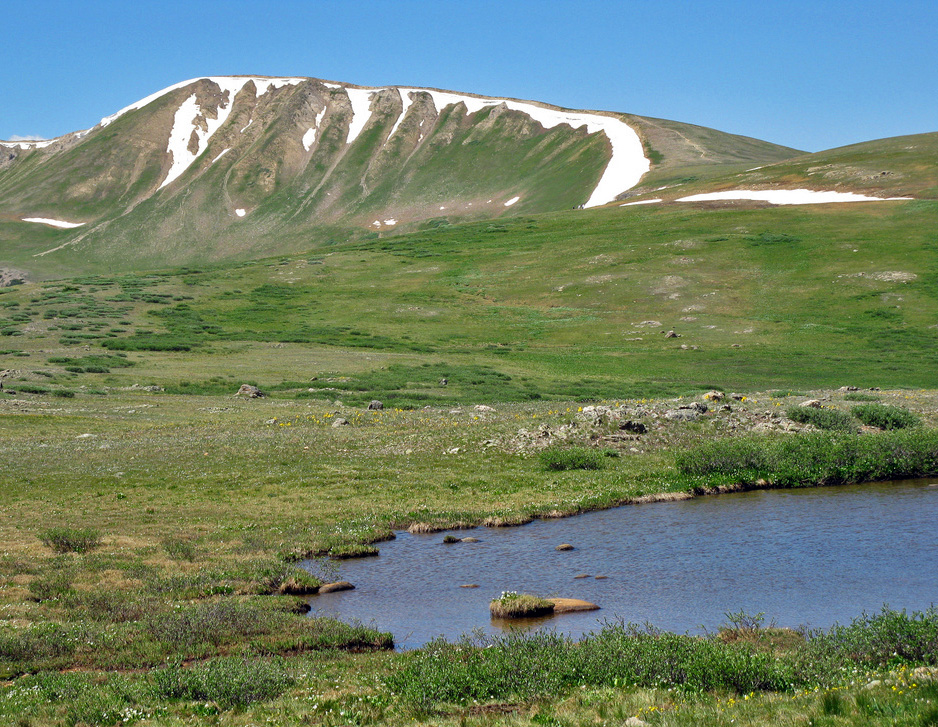
Passlandschaft am Independence Pass, Colorado, mit See (Sattelmoorlandschaft)

Der Pass quert im Sattelpunkt in der Regel auch eine Wasserscheide. Daneben findet sich das Wort übertragen aber auch im Begriff Talpass, das sind Engtäler, die von ihrer Siedlung- und verkehrsgeographischen Charakteristik einem Bergpass entsprechen, aber keine Wasserscheide, sondern einen Talabschnitt entlang eines Wasserlaufs darstellen. Die beiden Begriffe können auch ineinander übergehen: Prototypische Gebirgspässe sind charakteristisch für geologisch junge Falten- und Kettengebirge. In Gebirgen mit Massiv-Charakteristik (einzelnen Insel-Stöcken) sowie in Landschaften mit Trockentälern, in denen keine ausdrücklichen Wasserläufe das Gelände prägen, fallen Talpass und Gebirgspass hingegen oft zusammen. In Rumpflandschaften und in Gebirgsvorländern und Vorgebirgs- und -hügelregionen bilden sich zahlreiche Pässe aus, die keine orographisch prägnanten Einsattelungen oder verkehrsgeographisch herausragenden Übergänge sind. Dann erweitert man den Begriff zu Passlandschaft und meint damit klein- oder großräumigere Höhenlagen zwischen Talungen aller Art.

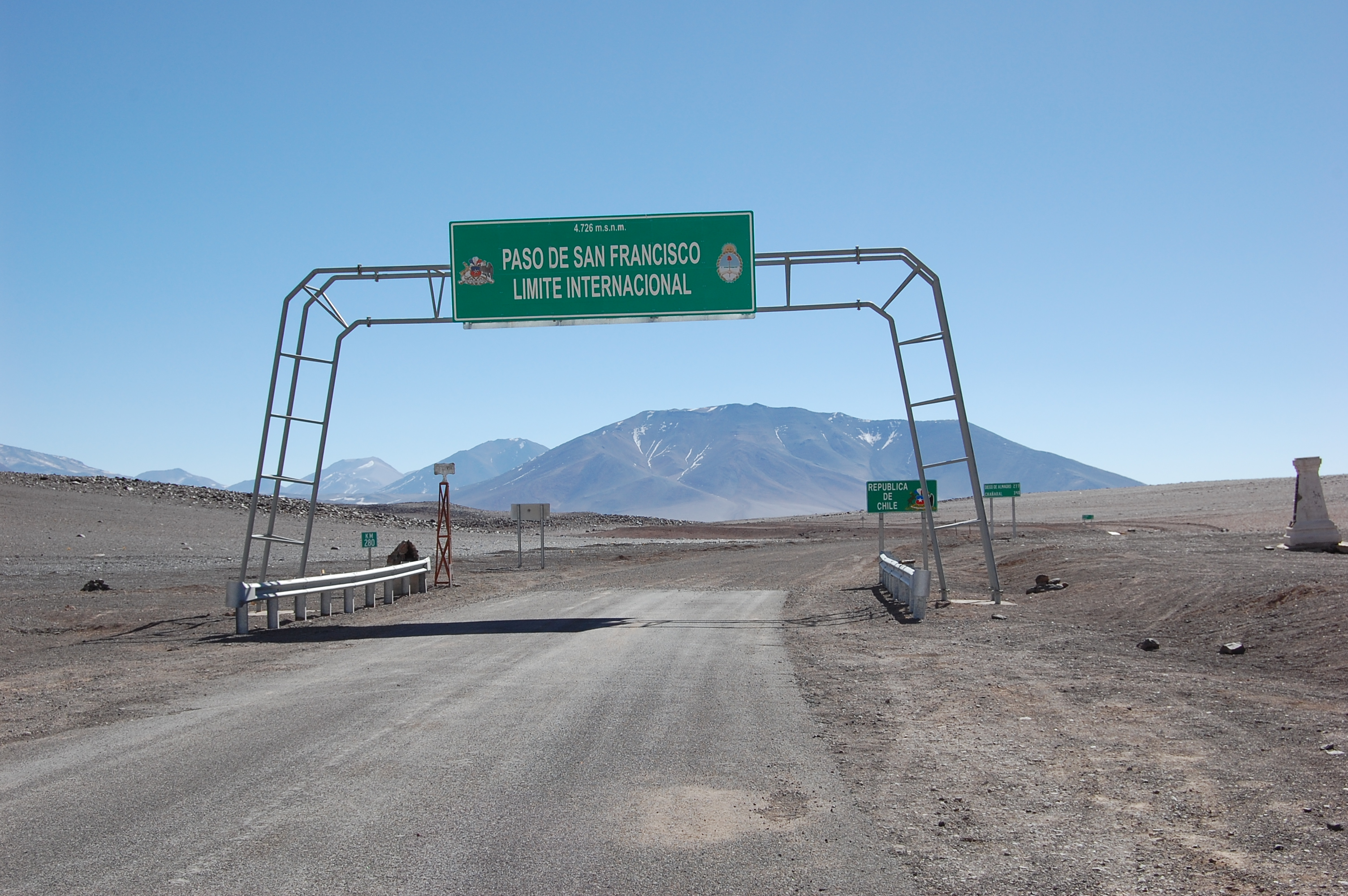
Paso San Francisco zwischen Argentinien und Chile, die Höhenmarke

Abgesehen davon wird der Ausdruck Passhöhe auch verwendet, um die absolute Höhe eines Passes über dem Meeresniveau in Metern oder Fuß anzugeben, also den kartographisch-geometrischen Kulminationspunkt des Überganges. Dieser muss mit dem orographisch tiefsten Punkt nicht zusammenfallen, etwa wenn jener unpassierbar ist oder der Passweg die eigentliche Passhöhe untertunnelt (Pass- oder Scheiteltunnel).

## Geomorphologie und Geologie

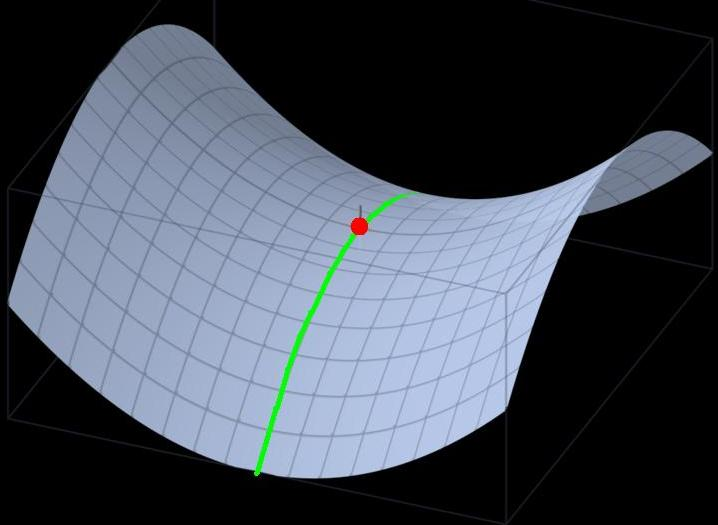
Auf dieser hyperbolisch gekrümmten Fläche markiert der rote Punkt den Sattelpunkt und die grüne Linie den kürzesten Weg über den Sattel.

In der geowissenschaftlichen Theorie und der Geomorphologie werden Einsenkungen innerhalb eines Gebirgskammes generell als Sattel oder Scharte bezeichnet, je nachdem, ob die Kamm- und Tallinie U- oder V-förmig sind. Der Pass ist die obere Kulmination (oberes Extremum) einer Tallinie und das Minimum (unteres Extremum) einer Gratlinie. Mathematisch definiert sich der Sattelpunkt im wechselnden Vorzeichen der Krümmung entlang zweier charakteristischer Achsen (in diesem Falle der Tal- und der Kamm-/Gratlinie des Geländeprofils), im Speziellen mit lokaler Ebene; sonst hat zumindest eine der beiden Linien einen Knick (Unstetigkeitsstelle der Steigung). Damit sind Sattel und Scharte zwei grundlegende Reliefelemente.
Aus geologisch-geomorphogenetischer Sicht kann eine solche Einsenkung durch lokale Verwitterungsunterschiede entstehen, z. B. wenn die Gesteine auf beiden Seiten des späteren Passes eine unterschiedliche Härte aufweisen. Auch durch regionale Tektonik oder infolge felsmechanischer bzw. geologischer Störungslinien kann ein Gebirgseinschnitt entstehen. Transfluenzsattel gehen auf Gletscherschliff zurück, der ebenfalls meist den von Tektonik und Petrographie vorgegebenen Linien folgt.
In der Geologie nennt man die Topologie Antiform, wenn sie sich auf Schichtung innerhalb des Gesteinskörpers bezieht.

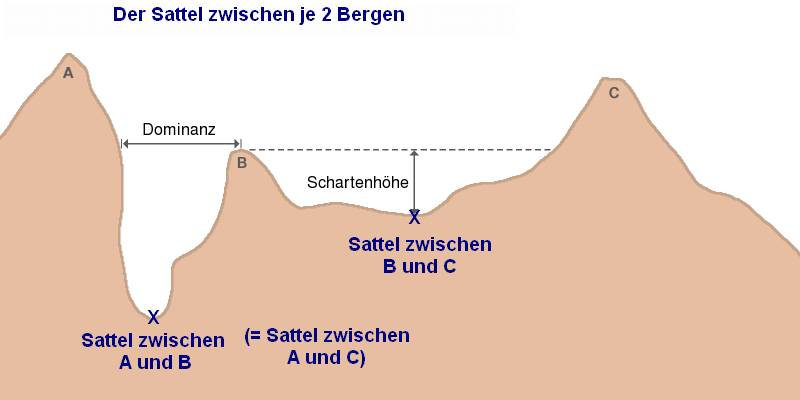
Orographische Maße am Pass zwischen je zwei Bergen

Wichtige orographische Maße eines Gipfels oder einer Gipfelformation (bis hin zu Gebirgen) zu derjenigen Einsattelung/-schartung, der die tiefste ihn vollständig umgebende Höhenlinie markiert, in der kein signifikanter anderer Gipfel liegt, sind die Schartenhöhe als Höhendifferenz und die Dominanz als Abstand zum nächsten höheren Punkt – nicht unbedingt auf denselben Pass bezogen. Sie dienen dazu, das Geländeprofil zu quantifizieren und Gipfel zu charakterisieren.

## Verkehrsgeographischer Begriff

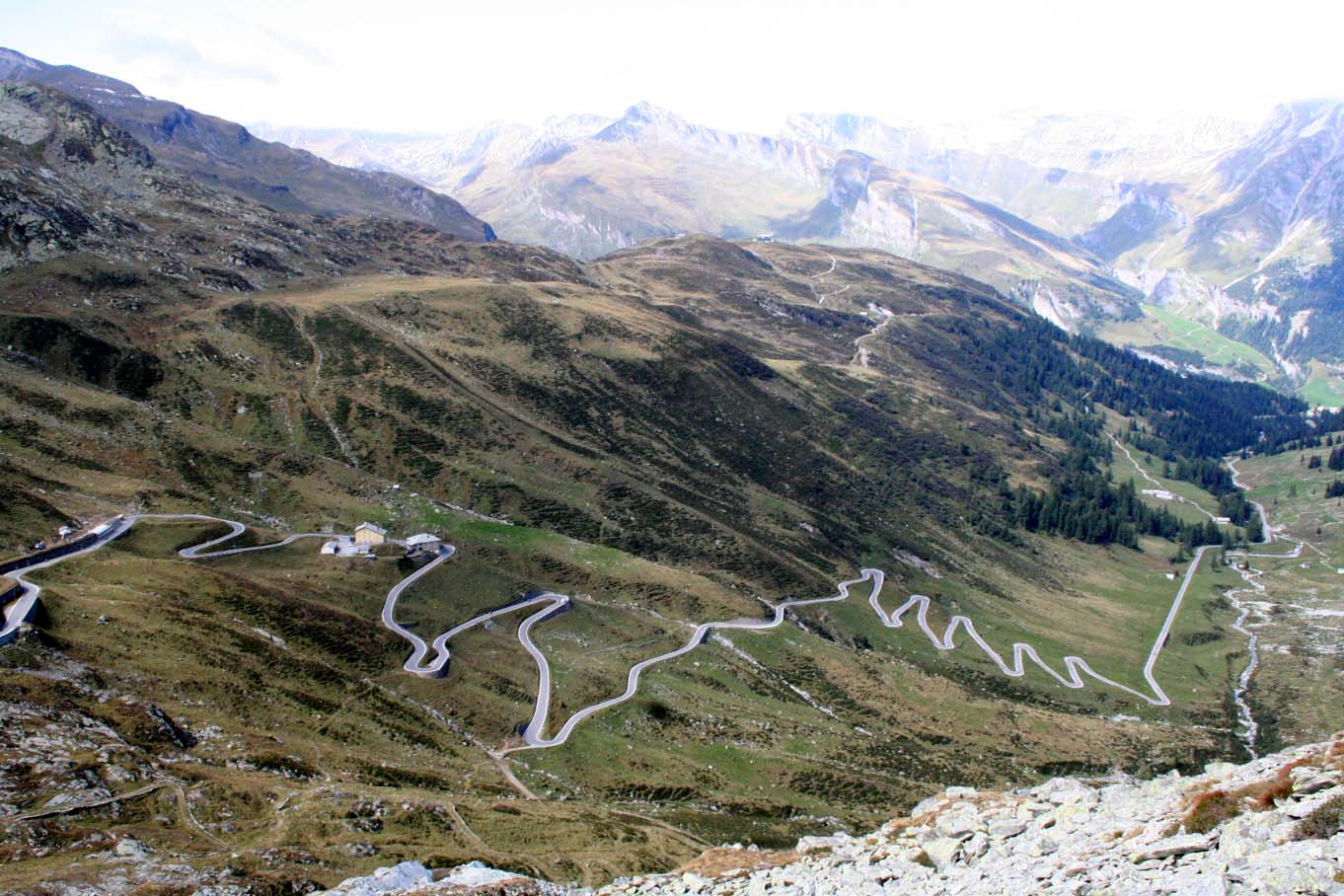
Splügenpass von Chiavenna nach Splügen, Nordrampe mit Hinterrheintal

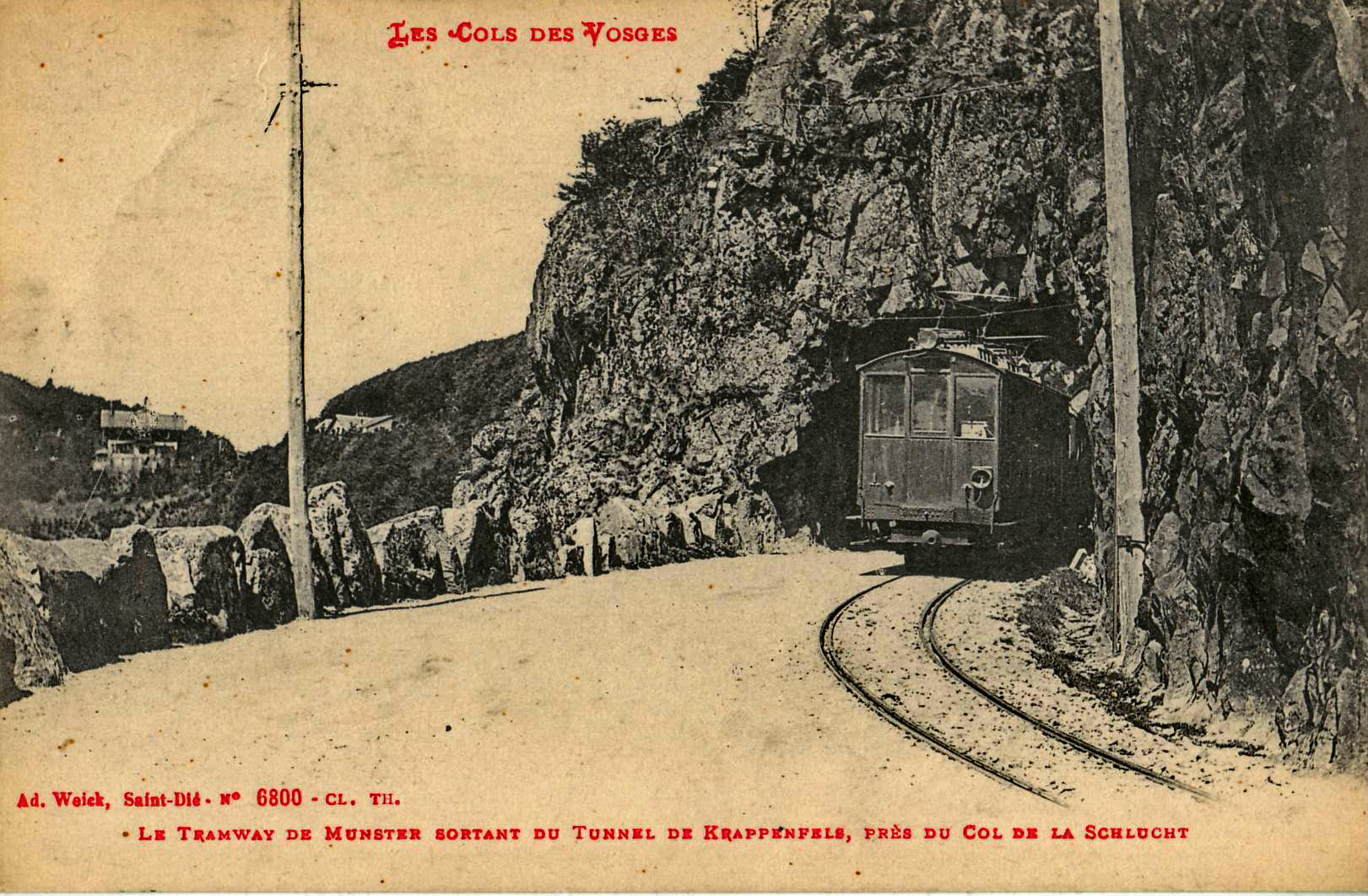
Col de la Schlucht (links), Ostrampe mit Tunnel und Straßenbahn, vor 1914

Wenn ein Fußweg beziehungsweise eine Straße einen tiefen Punkt eines Gebirgskamms als Übergang zwischen zwei Tälern nutzt, so wird Passstraße oder Straßenpass zu einem Synonym für die Bezeichnung Pass.
Die Anzahl der Gebirgspässe im engeren Sinne steigt nicht nennenswert an durch das immer dichtere Straßennetz in den Bergen. So wurden zwar Straßen in den Alpen verbunden, welche als Wege zur Alperschließung vorhanden waren oder auch zum Bau von Freizeitanlagen, Kraftwerken und Hochspannungsleitungen sowie aus militärischen Gründen erstellt wurden. Vielerorts wurden dabei eher horizontale Verbindungen gebaut; auf solchen Straßen ist es zwar möglich, zwei Talorte über einen Kulminationspunkt zu verbinden, von einem Pass kann trotzdem kaum die Rede sein. Hier spricht man von Höhenstraße. Auch in nicht-alpinen Regionen ist das heutige Wege- und Straßennetz derart dicht, gut ausgebaut und motorisiert mühelos befahrbar, dass die Bezeichnung Pass für Bergstrecken kaum gebräuchlich ist.
Es gibt auch Pässe mit einer nur untergeordneten Wasserscheide, wie beispielsweise den Kunkelspass, der vom Rhein über das Taminatal wieder zum Rhein führt, den Finstermünzpass, der die Innschluchten an der schweizerisch-österreichischen Grenze umfährt (hier geht der Name des eigentlichen Talpasses, der Finstermünzschlucht, auf den der Passhöhe über, die zwei lokale Nebentälchen verbindet; heute großräumiger untertunnelt), oder der Chaiber-Pass, dessen Straße südlich des Kabul-Flusses dessen unwegsame Schluchten weiträumig umgeht.
Die Geschichte vieler Pässe als Konzentrationspunkte von menschen- und länderverbindenden Wegen über Jahrtausende hinweg ist durch Ausgrabungen belegt. Beispiele sind frühgeschichtlich belegte Altstraßen und die antiken Römerstraßen, ein neues Bild auf hochalpine Übergänge hat auch der Fund der Gletscherleiche Ötzi gebracht.
Die Wichtigkeit solcher Konzentrationspunkte veränderte sich im Laufe der Geschichte durch die zunehmenden technischen Möglichkeiten. So konnte der Gotthardpass seine Kürze der Verbindung erst ausspielen, nachdem eine für Pferde begehbare hängende Brückenkonstruktion (Twärrenbrücke) die Felswände der Schöllenenschlucht im nördlichen Zugang passierbar gemacht hatte. Diese Stelle hatte ja mit dem eigentlichen günstigen tiefen Punkt des Übergangs über die Alpen geografisch nicht viel zu tun, war jedoch verkehrstechnisch entscheidend. Auf der anderen Seite war im Bündnerland der Septimerpass schon um 1400 zu einem Fahrsträßchen ausgebaut worden und verlor dennoch jede Bedeutung, nachdem auch andere Straßen gebaut werden konnten. Mit der Beschleunigung durch den Bau von Fahrwegen verloren ganze Talschaften an vielen, für Säumer oft kürzeren Routen ihr Auskommen. Aber auch wichtige Pässe mit Fahrstraßen wurden durch andere verkehrstechnische Neuerungen abgelöst, wie der Splügenpass, als die alpenquerenden Eisenbahnen gebaut wurden, oder der Lötschberg, wo ein Pass durch den Bau eines Scheiteltunnels seine Rolle im Fernverkehr verlor und heute eine Wahrnehmung als historische Handelsroute kaum mehr vorstellbar ist.

## Namen für Bergübergänge

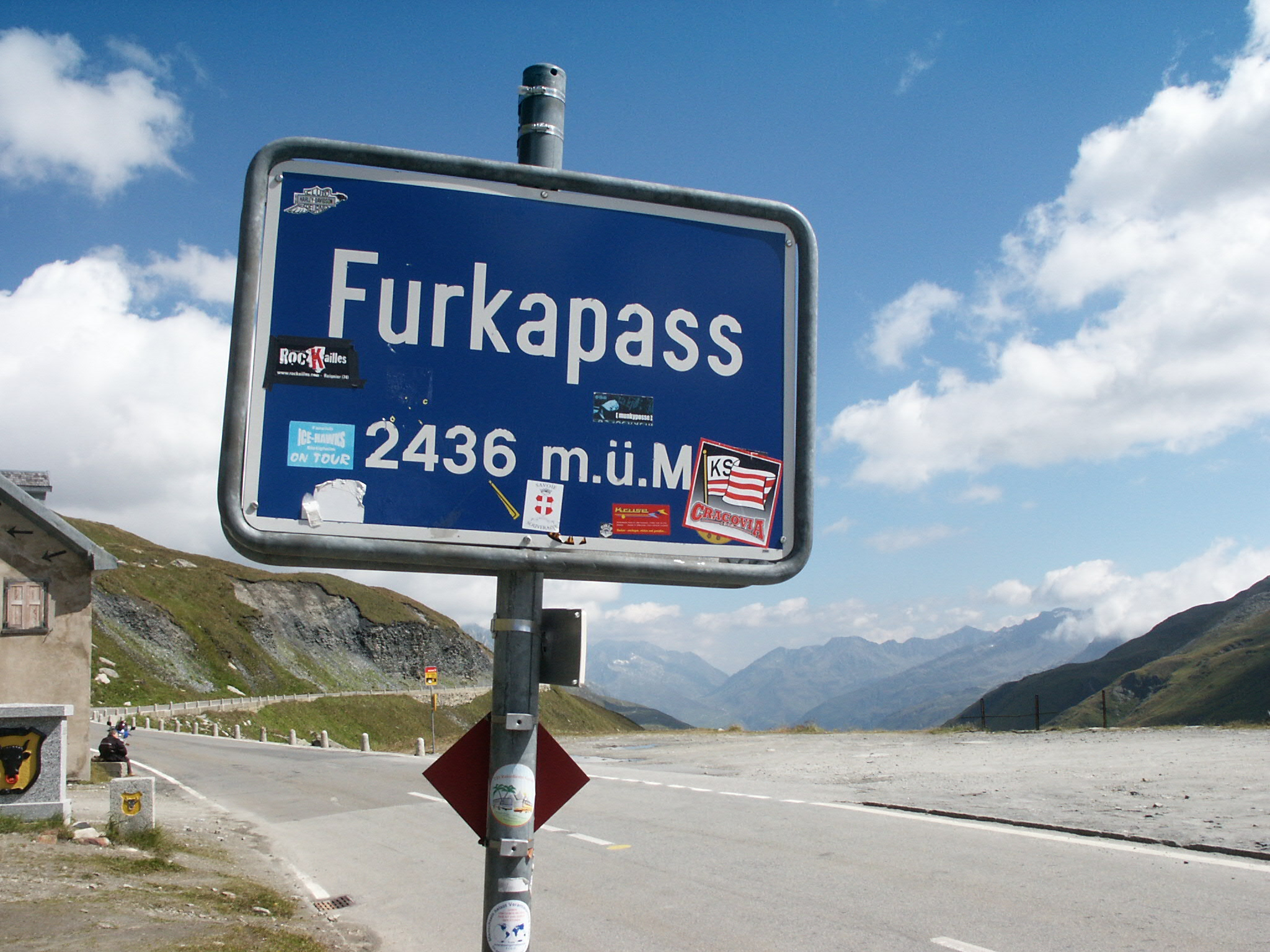
Furkapass in der Schweiz

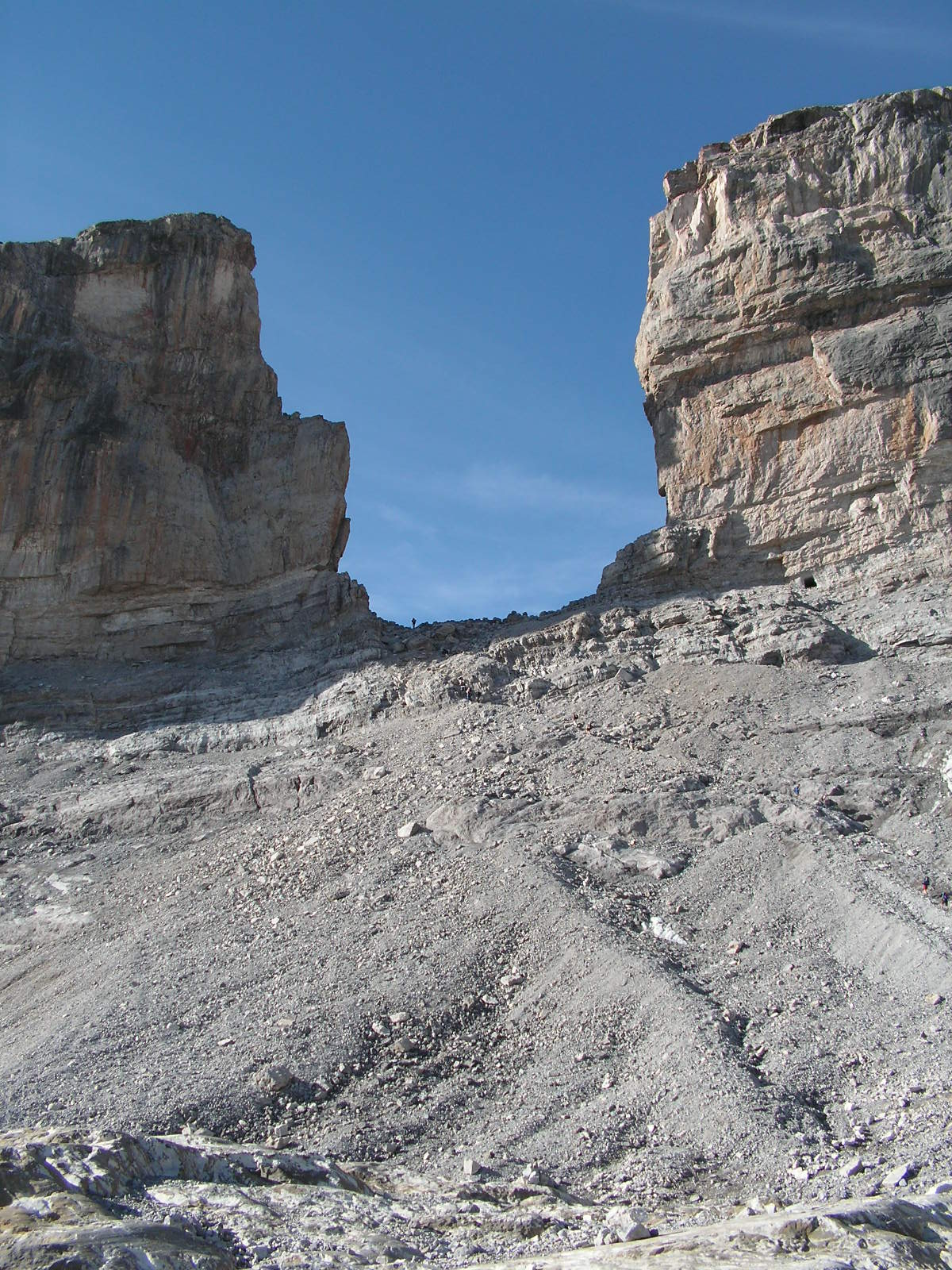
Breca Roldán (‚Bresche des Roland‘), Pyrenäen

Es existieren zahlreiche Oronymika, die die Landschaftsform eines Einschnittes widerspiegeln. Ein Siedlungs- oder Flurnamen mit solchen Worten lässt durchwegs als Landmarke auf einen – zumindest im historischen lokalen Fußverkehr – relevanten Passübergang schließen; hingegen bleiben besonders im Gebirge gänzlich unwegsame Pässe meist unbenannt. Bis Ende des 18. Jahrhunderts wurden Berge nur in Ausnahmefällen bestiegen und waren vor allem ein Hindernis auf dem Weg zur anderen Seite, das man lieber umging. „Über den Berg bzw. die Berge gehen“ bezog sich bis dahin immer auf die effizienteste Passage, den Pass. Prominente Beispiele hierfür sind Arlberg und Lötschberg. In der Sprache der Walser bedeutet Berg noch heute einen Passübergang sowie das Gebiet zu beiden Seiten (Hochtannberg). Bei ausgedehnten und von beiden Seiten zugänglichen Hochtälern war das Alpgebiet namensgebend (Oberalppass, Schwägalp). Tatsächlich wird angenommen, dass viele Gebirgsnamen ursprünglich eigentlich auf die Passhöhe zurückgehen, wie das an den Tauern prototypisch nachzuvollziehen ist. Auch der Name der Alpen selbst, deren Etymologie unklar ist, könnte so hergeleitet sein.
Das Wort Pass selbst kommt von lateinisch passus, der ‚Schritt‘, passare ‚(hinüber-, vorbei-)gehen‘, zu dem auch Passage, passieren, Passagier oder der Reisepass stehen. Diese Worte zeigen die enge Bedeutungsverwandtschaft zum verkehrsrelevanten Begriff. Das Wort ist italienisch passo, spanisch paso (vgl. El Paso, nicht aber französisch) ebenso heimisch wie englisch pass.
Ursprünglich – und heute noch volkssprachlich – tragen bekannte Pässe kein Gattungswort, sie heißen St. Bernhard, Splügen, Umbrail, Brenner, Wechsel (sic), Semmering, Loibl/Ljubelj. Das angehängte „-pass“ dient in der Verschriftlichung der Unterscheidung etwa zu Passsiedlungen (wie dem Ort Semmering) und führt bei Übernahmen aus anderen Sprachen zu fälschlicher Begriffsdoppelung (Furkajoch, Predilpass, Prekowa-Höhe – ‚Pass-Pass‘). Ein Sonderfall ist salzburgisch vorangestellt: Pass Thurn, Pass Strub (auch Talpass Pass Lueg; entsprechend gebildet: Pass Lunghin, Graubünden).
Weitere Bezeichnungen für Gebirgspässe im Deutschen sind:
- Berg: z. B. Arlberg, Lötschberg, Seebergsattel (Doppelung)
- Bichl, Bühel ‚Hügel‘: z. B. Präbichl
- Ecke, Eck, Egg (allgemein ‚Geländekante‘): z. B. Scheidegg, Perfalleck, Stieglitzecke (Harz)
- Hals: z. B. Hals
- Höhe: z. B. Bielerhöhe
- Joch (Jöchl, Jöchle, Jöchli): z. B. Stilfser Joch, Timmelsjoch
- Lücke: z. B. Birnlücke, Wallücke (Wiehengebirge)
- Nieder: z. B. Pfaffennieder, Grawagrubennieder, Rinnennieder
- Sattel: z. B. Kreuzbergsattel, Perchauer Sattel
- Scharte (häufig, meist nur zu Fuß begehbar)
- Scheid, Gscheid (vgl. Wasserscheide, zweiteres ‚Gescheide‘): z. B. Preiner Gscheid, Scheidegg
- Tor, Törl: z. B. Hochtor, Fuscher Törl, Drusator; niederdeutsch Döhre z. B. am Teutoburger Wald
- Wechsel

In anderen Sprachen (alphabetisch):
- schottisch-gälisch bealach: z. B. Bealach na Bà ‚Vieh-Pass‘
- italienisch bocchetta (Bta) ‚Sattel‘
- ladinisch col (zu lateinisch collis ‚Hügel, Anhöhe‘, vgl. Bergname Col di Lana oder collum ‚Hals; Bergpass, Übergang‘):[2] italienisch colle, französisch col ‚Sattel‘, aber englisch col ‚Scharte‘
- norwegisch fjellet (bestimmt zu fjell ‚Berg‘)
- ladinisch forc- (‚Furche‘, ein Gebirgseinschnitt): italienisch forcella (Forcla), auch dialektal forcola, rätoromanisch fuorcla; z. B. Forcola di Livigno, Passo della Forcella, Col de la Forclaz, deutsch übernommen Furkapass, Furkajoch, Furkelpass (letztere allesamt Doppelbenennungen)
- englisch gap ‚Spalt‘, Bergsteigersprache
- italienisch giogo ‚Joch‘
- lateinisch porta ‚Tor‘, häufig etwa spanisch puerta, katalanisch port (in den Pyrenäen), französisch Port de Lers, auch in der Porta Westfalica und als Pfortenlandschaft
- altslawisch prědělъ (zu dělъ ‚Berg(rücken), Gebirgszug‘): rumänisch Predeal; deutsch Predilpass, Pretalsattel (gedoppelt), auch im Bergnamen Pretulalpe
- slawisch sedlo ‚Sattel‘ in den meisten Sprachen bis hin zu russisch Gora Sedlo (‚Bergsattel‘) in Kamtschatka
- norwegisch veg[en] ‚Weg‘
- italienisch valico ‚Pass, Übergang‘ (zu valicare ‚überqueren, -schreiten‘)
- slowenisch vrh ‚Berg‘

## Pässe und Joche als Wetterscheiden

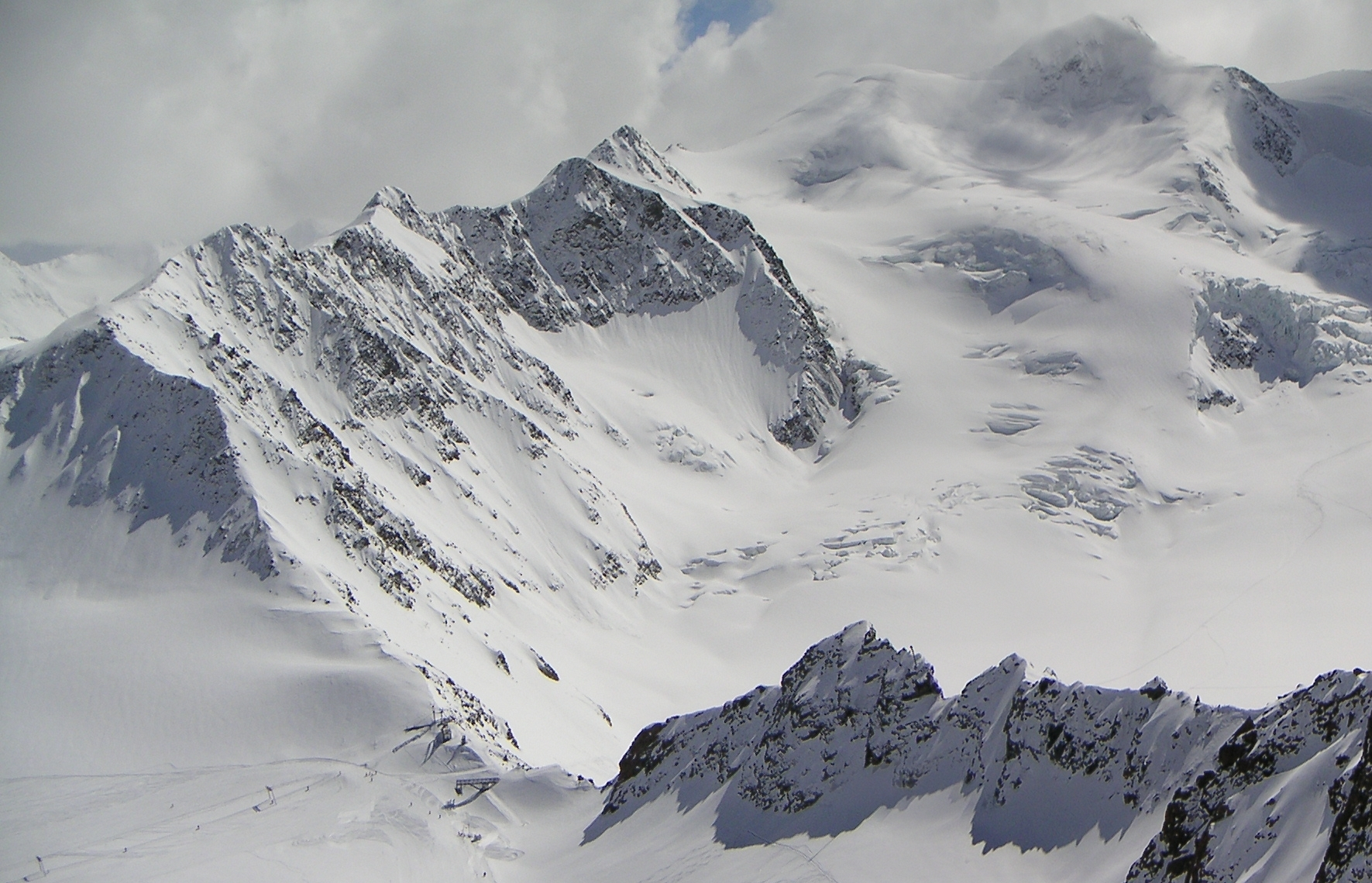
Der Sattel Mittelbergjoch (unterer Rand, links der Mitte) in den Ötztaler Alpen wird von Bergsteigern als Pass durch die ihn rechts und links umgebende Bergkette beim Aufstieg zur Wildspitze (3.768 m, rechte obere Ecke) genutzt.

Pässe und Joche sind nicht nur für den Straßenverkehr, die Orografie und den Bergsteiger von Bedeutung, sondern auch für die Meteorologie. Denn häufig fallen Gebirgsketten auch mit Wetterscheiden zusammen, sodass man beim Überschreiten des Passes – insbesondere am Alpenhauptkamm – vom Sonnenschein direkt in einen heftigen Regen oder gar Schneesturm kommen kann.
Unter Bergsteigern sind viele solche hochalpinen Örtlichkeiten bekannt; manche von ihnen haben markante Bezeichnungen wie „Lucke“ erhalten (z. B. Birnlücke in den Hohen Tauern). Im Dachsteinmassiv gibt es wegen turbulenter Wetterwechsel die „Windlegerscharte“, und der „Malojawind“ westlich von St. Moritz ist bei Segelfliegern gefürchtet oder erwünscht, je nachdem, von welcher Seite die Alpenüberquerung erfolgt. Ein weiteres Beispiel ist die Bezeichnung Windloch für die Schneefernerscharte an der deutsch-österreichischen Grenze.